# Herr Anita
Herr Anita (Tatabánya, 1987. január 25. –) magyar válogatott kézilabdázó, jobbátlövő. Két testvére van, egy nővére Herr Orsolya, aki szintén válogatott kézilabdázó és egy húga Herr Zsanna

## Élete, pályafutása
Herr Anita szülővárosában, Tatabányán kezdett kézilabdázni, amikor a Dózsa György Általános Iskolában a harmadik osztályba járt. Első nevelőedzője Gyurkovics István volt. Az általános iskola befejeztével Győrbe költözött, ahol elvégezte a Szent-Györgyi Albert Gimnáziumot, jelenleg pedig a Győri Tanítóképző Főiskolára jár. Első profi kézilabda klubja a Kiskunhalasi NKSE volt, majd 2007 nyarán átigazolt a Békéscsabai Előre NKSE-hez, ahol egy évet töltött. 2008-ban átigazolt a bajnok Győri ETO-hoz. A Győrrel nagyon jól eredményei voltak, hiszen a Bajnokok Ligájában 16 meccsen 39 gólt szerzett, sőt a Bajnokok Ligája döntőjében Herr Anita 9 gólt dobott. A 2008/2009-es szezon végén átigazolt a német első osztályban szereplő Oldenburgba majd az Auf Göppingen csapatához. A 2011-es év balszerencsés volt számára, hiszen tavasszal keresztszalag-szakadást szenvedett, majd csődbe ment csapata a német Sindelfingen. 2012 januárjában 25 évesen visszatért Magyarországra és a Siófok KC játékosa lett. 2016-ban igazolt a másodosztályú Vasas SC-hez, amellyel rögtön megnyerte az NB1/B nyugati csoportját, így 2017 őszétől újra az élvonalban játszhatott. Jól kezdte a szezont, csapata egyik legeredményesebb játékosa volt, majd miután novemberben tüdőembóliát diagnosztizáltak nála, a szezon hátralévő részén már nem lépett pályára.

## Eredményei
- Magyar bajnokság:
  - aranyérmes: 2006, 2009
- Magyar Kupa:
  - győztes: 2006, 2009
- EHF-bajnokok ligája:
  - döntős: 2009
- EHF-kupagyőztesek Európa-kupája:
  - döntős: 2006

## Edzői
- Gyurkovics István - Tatabánya
- Mátéfi Eszter - Békéscsaba
- Konkoly Csaba, Róth Kálmán - Győri ETO KC
- Zsiga Gyula
- Kovács Péter - Vasas SC